# Zinkhütte Birkengang

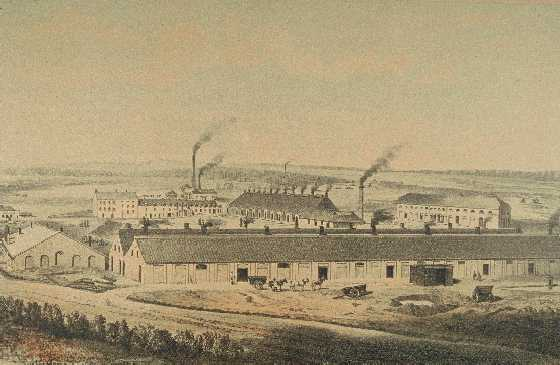
Zinkhütte Birkengang

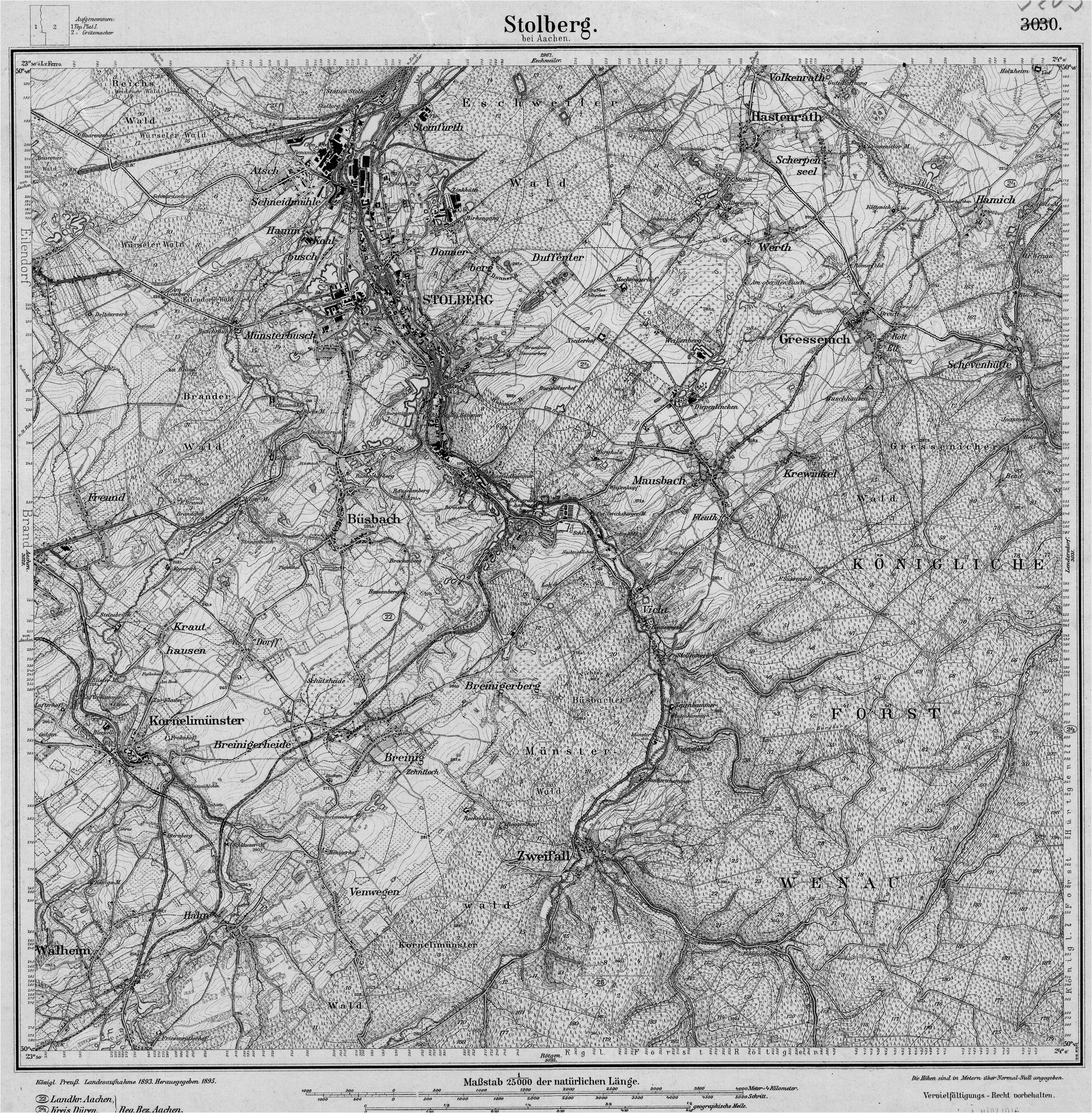
Stolberg und südliches Eschweiler 1910

Die Zinkhütte Birkengang oder Friedrich-Wilhelm-Hütte war eine Eschweiler Zinkhütte, die von 1845 bis 1846 vom Eschweiler Bergwerksverein EBV und vom Unternehmer Matthias Ludolph Schleicher am oberen Birkengang in unmittelbarer Nähe des Schachts Christine der Grube Birkengang mit Eisenbahnanschluss an die Eisenbahn errichtet wurde. Zur gleichen Zeit steigerte die Grube Centrum ihre Steinkohlentagesförderung um fünfzig Prozent. In den Eschweiler Hütten und der Stolberger Hütte wurde Zink nach dem Reduktionsverfahren gewonnen, wofür Kohle nötig war. Zur Zeit ihres Höchstbetriebs hatte die Zinkhütte Birkengang 36 Reduktionsöfen. Um die Kohlegewinnung auf hohem Niveau zu halten, mussten die Bergwerksanlagen zwangsläufig erweitert werden. Um die hierfür vermehrten Selbstkosten auszugleichen, wurde beschlossen, die Kohlepreise um zehn Prozent zu erhöhen. Als dann die preußische Regierung den Einfuhrzoll für belgische Kohle auf ein Viertel senkte, führte dies den EBV in eine Finanzkrise.
Zur Überwindung dieser Krise verkaufte der EBV seine Blei- und Galmeiwerke, wodurch die Zinkhütten Birkengang und Velau 1848 in den Besitz der „Eschweiler Gesellschaft“ übergingen. Kurz nach der Fusion von der Eschweiler Gesellschaft und der Stolberger Gesellschaft wurden 1926 der Betrieb eingestellt, wenige Jahre später die Hüttengebäude abgerissen und 1935 der Ortsteil Birkengang von Eschweiler nach Stolberg ausgemeindet. Zur Zeit des Betriebs bestand eine vom Güterbahnhof Stolberg ausgehende Bahnverbindung über die Zinkhütte Steinfurt zur Zinkhütte Birkengang. Transportiert wurde im Wesentlichen die Kohle des EBV zum Betreiben der Öfen, die Zinkerze, die ausgehenden Produkte der Herstellung sowie die Entsorgung der Produktionsabfälle und der Kohleasche.

## Birkengangofen
In der Zinkhütte Birkengang wurde ein spezieller Schmelzofen nach dem Reduktionsverfahren entwickelt, dessen Beheizung mit einem Regenerativwärmekammersystem arbeitete, was eine sehr gute Wärmeausnutzung mit sich brachte. Diese Art Ofen wurde Birkengangofen (engl. Rhenish Furnace = Rheinischer Schmelzofen) genannt und gilt als modifizierter Typ des so genannten Schlesischen Ofens. Über Eschweiler und Deutschland hinaus wurde er in Hütten eingesetzt. Da bei der chemischen Reduktion von Zinkoxid nach Zink, einem Metall mit einem relativ niedrigen Siedepunkt von 1180 K (907 °C), Zinkdampf anfällt, wird das Verfahren auch Destillation genannt (vgl. engl. destillation furnace).